# Många har det inte bra
Många har det inte bra är en psalm med text och musik skriven 1978 av Arne Höglund.

## Publicerad som
- Segertoner 1988 som nr 628 under rubriken "Tillsammans i världen - Tillsammans med barnen".[1]